# CBBC
CBBC是英國廣播公司针对6到12岁的兒童而设的电视频道。
一開始的CBBC是指2002年以前，在BBC One和BBC Two兩個頻道間播放的節目時段單元，於1985年命名為Children's BBC，1997年改為CBBC至今。CBBC直至2002年2月11日才以單獨頻道開播，播放时间从早上7点到晚上7点，播放平台包括地面数字电视、有线电视、IPTV以及数字卫星电视。
CBBC与BBC Three在地面数字电视平台共享带宽，但使用不同的选台号码。本频道已在2013年12月推出高清版本。
2022年5月26日，BBC宣布計劃於2025年停播CBBC、BBC Four與BBC Radio 4 Extra，未來將專門作為 iPlayer 上的內容運營。

## 頻道標誌變遷

使用時間自1997年至2002年2月10日。
使用時間自2002年2月11日至2005年10月2日。
使用時間自2005年10月3日至2007年9月2日。
使用時間自2007年9月3日至2016年3月13日。
使用時間自2016年3月14日至2023年3月14日。中間有因2022年BBC標誌更換關係而調整排版。